# Закревки
Закревки (укр. Закревки) — посёлок в Черкасском районе Черкасской области Украины.
Население по переписи 2001 года составляло 80 человек. Почтовый индекс — 19617. Телефонный код — 472.

## Местный совет
19617, Черкасская обл., Черкасский р-н, с. Байбузы, ул. Рябоконя, 121